# Onthophagus splendidus
Onthophagus splendidus là một loài bọ cánh cứng trong họ Bọ hung (Scarabaeidae).